# Anton Muznik
Anton Muznik, slovenski zdravnik, * 1726, Most na Soči, † 22. maj 1803, Gorica.

## Življenje in delo
Anton Muznik (tudi Musnig, Mussnig, Musznik, Mužnik), se je rodil leta 1726 pri Sveti Luciji ob Soči (sedaj Most na Soči). Natančnejši rojstni in rodbinski podatki niso ohranjeni. Muznikov zapuščinski akt navaja še imena njegovih dveh bratov:Peter, župnik v Ukvah in Tomaž, kmet pri Sv. Luciji Srednje šole je obiskoval na Kranjskem in Hrvatskem ter leta 1758 končal študij medicine na Dunaju. Po promociji z disertacijo Disertatio inauguralis de delirio febrili je stopil v vojaško službo, kjer se je tako odlikoval, da ga je kasneje Marija Terezija imenovala za protomedika Goriške in Gradiške.
Zdravil je kugo v Transilvaniji (1756, 1767) in se v letih 1758-1763 kot vojaški zdravnik udeležil avstrijsko-pruskih vojn. Nato postal glavni zdravnik (protomedik) v Gorici. Od 1796 je bil ravnatelj kirurške šole na Goriškem; vodil je zdravstveno službo in zdravstveno prosvetljavo prebivalstva. Vpliv letnih časov, vremenskih in drugih razmer na zdravje ter način življenja je opisal v knjigi Clima Goritiense (Goritiae, 1781). Deloval je tudi kot higijenik in se ukvarjal z analizo pitne vode. Zavzemal se je za preventivno ukrepanje in pri tem ni razlikoval med boleznimi pri ljudeh in domačih živalih.
Najpomembnejše je bilo njegovo praktično delovanje v zvezi z uravnavanjem preventivnega cepljenja proti črnim kozam v 80. letih 18. stoletja. Variolacijo in vakcinacijo je tudi natančno popisal v strokovnih poročilih. V Barzellinijevih Ephemerides 1780–1790 je poročal o zdravstvenih razmerah na goriškem. Muznik je užival velik ugled in bil član dunajske Medicinske fakultete.